# Evangelický kostel (Čankov)
Čankovský evangelický kostel stojí v obci Čankov, městské části Levic.

## Historie
Původně gotický evangelický kostel představuje dominantu obce Čankov. Roku 1731 došlo k barokní přestavbě a roku 1822 k dalším úpravám. Současnou secesní podobu získal po přestavbě v roce 1930.

## Popis
Z původní stavby, vzniklé ve 14. století, se do současnosti zachovala pouze věž. Kostel je křížového půdorysu. Při přestavbě kostela v roce 1930 byly při úpravě oltáře použity také části původního barokního oltáře. Jedná se především o plastiky Mojžíše a Árona na sloupech, dále plastika Božího Beránka, erby rodů Ottlikovců a Hódossyovců a také chronostikon na mramorové tabuli pocházejícího z roku 1813. Na oltáři se nachází obraz Ježíše Krista od malíře Tekovského z roku 1931. Ve věži je zavěšen pozdně renesanční zvon (umíráček) z roku 1693.